# Dave Coulier
David Alan «Dave» Coulier (St. Clair Shores, Míchigan, 21 de septiembre de 1959) es un comediante en vivo, imitador, actor de televisión, actor de doblaje, y presentador de televisión estadounidense. Es conocido por su papel de Joey Gladstone en la sitcom Full House (traducida como Padres forzosos en España,  como Tres por tres en Hispanoamérica, solo en Ecuador fue conocida como  Un Hogar Casi Perfecto), emitida originalmente entre 1987 y 1995 por la cadena ABC.
Es conocido por su papel de Joey Gladstone en las series de televisión Full House y Fuller House.

## Primeros años
Coulier nació en St. Clair Shores, Míchigan. Se inició en la comedia en vivo en la escuela secundaria haciéndose pasar por su director de escuela (Conrad Vachon) y otros trabajadores del centro mediante el sistema de megafonía de la escuela. Se graduó en 1977 en el Notre Dame High School en Harper Woods, Michigan.

## Carrera
Coulier ha puesto su voz en numerosas series de animación para televisión como Extreme Ghostbusters, The Real Ghostbusters y Slimer! and the Real Ghostbusters (como Peter Venkman, tras la salida de la serie del doblador Lorenzo Music), Muppets Babies tras la marcha de Howie Mandel (Baby Animal, Baby Bunsen, Bean Bunny y Uncle Statler and Waldorf, incluso un pre-adolescente Janice para una episodio), Scooby and Scrappy-Doo, Los Supersónicos, Rude Dog and the Dweebs, Detention y Teen Titans. De 1984 a 1986 fue también el anfitrión de una serie de comedia de Nickelodeon llamada Out of Control.
Coulier es más famoso por el papel de Joey Gladstone en la sitcom Full House. Permaneció en la serie desde 1987 hasta su cancelación en 1995. Era famoso por hacer imitaciones de voces y de personas. Además de Full House, apareció en George and Leo y Nick Freno: Master License. Coulier también ha presentado America's Funniest People con Arleen Sorkin (más tarde lo haría con Tawny Kitaen) y otro programa llamado Opportunity Knocks. Además, también puso su voz en la serie de animación El Oso Yogi y el Vuelo Mágico del Spruce Goose, y ha doblado al Gato Félix en algunas ocasiones. También sacó un disco en solitario llamado Cut It Out, un autoproclamado homenaje a "las camisetas sin mangas y los pantalones cortos".
Además de su trabajo de doblaje, Coulier también ha puesto en escena sus dotes de actor en la película de Disney Channel The Thirteenth Year y  The Even Stevens Movie (donde hace un cameo como presentador de un reality show), así como la película de Nickelodeon Shredderman Rules, y escribió y protagonizó un piloto no emitido de FX llamado Whispers and Balls.
Por otra parte, Coulier fundó en el año 2000 su propia compañía de entretenimiento infantil F3 Entertainment. En 2003, Coulier apareció la 3ª temporada de The Surreal Life. Luego, en 2006, apareció en televisión en el reality show Skating with Celebrities en la FOX, donde fue emparejado con la medallista olímpica Nancy Kerrigan. Fueron eliminados en el cuarto episodio.
Actualmente es miembro del grupo de comediantes Duck's Breath Mystery Theater (que según él es comedia "limpia, pero "no tan espeluznante" como Full House), y presentador de la serie Animal Kidding. También ha sido presentador en los premios Kids Choice.
El 2 de junio de 2008, Chikara, promoción de lucha libre mexicana profesional con sede en Filadelfia, Pensilvania, anunció que Coulier fue elegido por el Consejo de Administración Chikara como el nuevo comisionado de la compañía, cargo que sería válido para los dos años siguientes hasta las próximas elecciones (que tendrían lugar el 25 de mayo de 2010). El 4 de septiembre, Coulier participó en un combate "tag-team match" con el hombre más pequeño del mundo, He Pingping. Coulier es el sucesor del ex comisario y compañero de elenco en la serie Full House Bob Saget.
En 2009, Coulier puso la voz de Bob McKenzie en la serie animada canadiense Bob & Doug, basada en los personajes de la SCTV Bob y Doug McKenzie. Coulier se convirtió en la primera persona que no sea Rick Moranis en interpretar al personaje, cuando Moranis (que sirve como productor ejecutivo) dejó de estar interesado en continuar con él. Coulier dice que entiende el escepticismo de los viejos fanes de la serie tras haber aceptado el papel, pero que no podía dejar pasar la oportunidad de interpretar a uno de sus personajes de cómic favoritos. "Es un gran reto sustituir a Rick Moranis. Es un gran personaje, ya establecido, y creo que lo único que tengo a mi favor es que mi voz suena parecida y que la mitad de mi familia es de Canadá." La familia de su madre es de Bathurst, New Brunswick.
Después de la cancelación de Full House (Padres Forzosos) en 1995, Coulier luchó por encontrar un papel destacado en la televisión y el cine. Después de un breve paso por "reality shows" como The Surreal Life y Skating with Celebrities, Coulier continuó haciendo apariciones de televisión regularmente como presentador de los programas America's Funniest People, Animal Kidding y America's Most Talented Kid. Continúa de gira por los EE.UU. y Canadá como comediante en vivo, y recientemente lanzó una página web de comedia orientada a la juventud, cleanguys.TV.
En la actualidad pone la voz al personaje de Bob McKenzie en la serie de animación canadiense Bob & Doug. El personaje fue creado por Rick Moranis en una serie de sketches para la SCTV, pero Moranis se negó a poner la voz del personaje en la nueva serie.

## Estilo de comedia
La rutina de la comedia en vivo de Coulier se centra en su capacidad para imitar a celebridades y personajes de dibujos animados, un talento que le ha dado una segunda carrera en el doblaje. Muchas de la actuaciones de Coulier consisten en poner personajes conocidos en situaciones inesperadas. En general, el material de Coulier es en gran parte para todos los públicos, una posición que ha mantenido en su página web de comedia orientada a la juventud, cleanguys.TV.
A partir del 5 de abril de 2008, Coulier se encuentra de gira con los Clean Guys of Comedy Tour, un grupo de comedia familiar. El tour incluye a Ryan Hamilton de Last Comic Standing y Rogers Kivi.

## Vida personal
Coulier estuvo casado durante dos años con Jayne Modean y tiene un hijo llamado Luc. Estuvo anteriormente prometido con Alanis Morissette, pero se separaron poco antes de que ella grabara su álbum Jagged Little Pill. En una entrevista en 2008 al Calgary Sun, Coulier admitió ser el exnovio retratado en la canción You Oughta Know.[cita requerida]

## Filmografía
- (version redoblada (1985) de) Los Supersónicos (1962) (voz)
- Scooby and Scrappy-Doo (1979) (voz)
- Things Are Tough All Over (1982) como Dave Couwlier
- Out of Control (1984)
- Muppet Babies (1986–1991)  (voz)
- The Real Ghostbusters (1986) (Peter Venkman) (1987–1991)
- Full House (1987–1995)
- It's Garry Shandling's Show (1990)
- America's Funniest People (1990)
- Mighty Joe Young (1998) (Mighty Joe)
- The Thirteenth Year (1999)
- To Tell the Truth (2000)
- The Even Stevens Movie (2003)
- America's Most Talented Kid (2003)
- The Surreal Life (2004)
- Skating With Celebrities (2006)
- Robot Chicken (2006) (voz)
- Shredderman Rules! (2007)
- The GradeSchool Game (2007) (presentador)
- Farce of the Penguins (2007) (voz)
- Bob & Doug (2009) (voz)
- Como conocí a vuestra madre (2013) (él mismo)
- Fuller House (2016)

- Datos: Q1173157
- Multimedia: Dave Coulier / Q1173157